# Amastra porcus
Amastra porcus – wymarły gatunek ślimaka z rodziny Amastridae. Był to endemit Hawajów (USA). Występował na wyspie Oʻahu.